# Томкинс, Джеймс (гребец)
Джеймс Брюс Томкинс (англ. James Bruce Tomkins, род. 19 августа 1965, Сидней) — австралийский гребец (академическая гребля), трёхкратный олимпийский чемпион, 7-кратный чемпион мира, участник шести подряд Олимпиад (1988, 1992, 1996, 2000, 2004, 2008).
Специалист по рекламе. Выступал за «Mercantile Rowing Club» (Мельбурн). Чемпион Олимпийских игр 1992 и 1996 годов в гребле на четвёрке распашной и 2004 года на двойке распашной. Бронзовый призёр Олимпиады-2000 на двойке распашной без рулевого. Чемпион мира 1986 года на восьмёрке, 1990, 1991 годах на четвёрке, 1999 и 2003 годах на двойке распашной. Победитель этапа Кубка мира 2002 года на двойке.
Член МОК с 2013 года.